# آناتومی یک سقوط
آناتومی یک سقوط (به فرانسوی: Anatomie d'une chute‎) فیلم درام حقوقی فرانسوی محصول ۲۰۲۳ به کارگردانی ژوستین تریه بر اساس فیلمنامه‌ای به قلم تریه و آرتور هراری است. زاندرا هولر در این فیلم نقش نویسنده‌ای را بازی می‌کند که تلاش دارد بی‌گناهی خود را در مورد مرگ همسرش ثابت کند.
نخستین نمایش جهانی آناتومی یک سقوط در هفتاد و ششمین دورهٔ جشنوارهٔ فیلم کَن در ۲۱ مهٔ ۲۰۲۳ بود که در پایان برندهٔ نخل طلا و جایزه نخل سگ شد. این فیلم در ۲۳ اوت ۲۰۲۳ در سینماهای فرانسه اکران شد و مورد تحسین منتقدان قرار گرفت. این فیلم در مراسم اسکار نامزد پنج جایزه از جمله بهترین فیلم، بهترین کارگردانی (تریه) و بهترین بازیگر زن (هولر) شد و اسکار بهترین فیلمنامهٔ غیراقتباسی را از آن خود کرد. همچنین در مراسم گلدن گلوب برندهٔ جوایز بهترین فیلم‌نامه و بهترین فیلم غیر انگلیسی‌زبان شد.

## طرح داستان
زاندرا وویتر، نویسندهٔ سرشناس آلمانی، پس از مرگ شوهرش در برف، گیر می‌کند و در شرایطی مرموز به جرم قتل همسرش دستگیر می‌شود و سعی می‌کند در طول دادگاه بی گناهی خود را ثابت کند.

## بازیگران
- زاندرا هوله در نقش زاندرا
- اسوان آرلو در نقش وینسنت
- میلو ماچادو-گرانر
- آنتوان رینارتز
- ساموئل تیس
- جنی بث
- سعدیه بنطائب

## تولید
در ۱۰ ژوئیه ۲۰۲۱، ورایتی گزارش داد که چهارمین فیلم بلند ژوستین تریه با عنوان اصلی «Anatomie d'une chute» به نویسندگی مشترک تریت و آرتور هراری در حال تولید است. این فیلم که به عنوان یک «دلهره‌آور هیچکاکی» توصیف می‌شود، دومین همکاری تریت با زاندرا هولر پس از فیلم پیشگو در سال ۲۰۱۹ است.
تصویربرداری اصلی در پایان فوریه ۲۰۲۲ آغاز شد، و در ۱۳ مه ۲۰۲۲ به پایان رسید. فیلمبرداری صحنه‌های بیشتر در مناطق اوورنی-رون-آلپ، ساووآ، گرونوبل و ایزر، و همچنین در شرانت-ماریتیم و در شهر پاریس انجام شد.

## انتشار
نخستین نمایش جهانی این فیلم در ۲۱ مهٔ ۲۰۲۳ و در هفتاد و ششمین دورهٔ جشنوارهٔ فیلم کَن بود. شرکت توزیع فیلم پکت قرار است فیلم را در ۲۳ اوت ۲۰۲۳ در فرانسه اکران کند.
در مهٔ ۲۰۲۳، نئون حقوق مالکیت توزیع فیلم در آمریکای شمالی را به دست آورد.

## بازخورد

### منتقدان
آناتومی یک سقوط مورد تحسین منتقدان قرار گرفت. در وبگاه جمع‌آوری نقد راتن تومیتوز، ٪۹۶ از ۲۸۲ بررسی منتقدان مثبت است و میانگینِ امتیاز آن ۸٫۵/۱۰ است. اجماع این وبگاه چنین می‌نویسد: «در آناتومی یک سقوط، رویه‌ای هوشمندانه و به‌شدن استادانه که در درام خانوادگی تثبیت شده است، مشاهده می‌شود که بازیگر زاندرا هولر و کارگردان/نویسندهٔ همکار ژوستین تریه در اوج قدرت به کار می‌افتند.» این فیلم در متاکریتیک که از میانگین وزنی استفاده می‌کند، بر اساس نظر ۴۴ منتقدین امتیاز ۸۶ از ۱۰۰ را کسب کرده که نشان‌گر «تحسین همگانی» است. آلوسینه به فیلم درجه میانگین ۴٫۴/۵ را داد که این درجه‌بندی بر اساس نظر ۴۰ منتقد فرانسوی بود.

### جایزه‌ها و نامزدی‌ها
| جایزه / جشنواره فیلم | تاریخ مراسم   | رده                          | دریافت کننده                  | نتیجه    | منا.   |
| -------------------- | ------------- | ---------------------------- | ----------------------------- | -------- | ------ |
| جشنواره کن           | ۲۷ مهٔ ۲۰۲۳    | نخل طلا                      | ژوستین تریه                   | برنده    | [ ۲۷ ] |
| جشنواره کن           | ۲۶ مهٔ ۲۰۲۳    | نخل دگرباشی                  | ژوستین تریه                   | نامزدشده | [ ۲۸ ] |
| جشنواره کن           | ۲۶ مهٔ ۲۰۲۳    | جایزه نخل سگ                 | کالی مسی                      | برنده    | [ ۲۹ ] |
| جوایز گلدن گلوب      | ۷ ژانویهٔ ۲۰۲۴ | بهترین فیلم – درام           | ماری-آنج لوسیانی و دیوید تیون | نامزدشده | [ ۳۰ ] |
| جوایز گلدن گلوب      | ۷ ژانویهٔ ۲۰۲۴ | بهترین فیلم غیر انگلیسی‌زبان  | ماری-آنج لوسیانی و دیوید تیون | برنده    | [ ۳۰ ] |
| جوایز گلدن گلوب      | ۷ ژانویهٔ ۲۰۲۴ | بهترین فیلم‌نامه              | ژوستین تریه و آرتور هراری     | برنده    | [ ۳۰ ] |
| جوایز گلدن گلوب      | ۷ ژانویهٔ ۲۰۲۴ | بهترین بازیگر زن – فیلم درام | زاندرا هولر                   | نامزدشده | [ ۳۰ ] |